# Hans Karl von Reinhard
Hans Karl von Reinhard (* 2. September 1904 in Gurschen bei Schlichtingsheim (heute) Szlichtyngowa, Kreis Fraustadt, Provinz Posen; † 20. August 1949 in Hannover) war ein deutscher Kommunalpolitiker.

## Leben und Wirken
Seine Eltern waren der Offizier Magnus von Reinhard (* 1859; † 1915), zuletzt Oberst, und Hildegard Freiin von Schlichting (* 1876; † 1960), Tochter der Valesca von Müller und des Maximilian Freiherr von Schlichting-Schlichtingsheim. Die Eltern hatten 1903 in Gurschen geheiratet. Hans Karl von Reinhard hatte einen Bruder.
Als Nachfolger von Bernhard von Volkmann wurde er im August 1935 als bisheriger Regierungsassessor mit der Wahrnehmung der Geschäfte des Landrates von Görlitz beauftragt. Zuvor war Reinhard im preußischen Finanzministerium in der Personalabteilung und im Grenzreferat tätig. Er blieb bis 1939 Landrat des alten schlesischen Landkreises Görlitz und war dort u. a. im Aufsichtsrat der Görlitzer Kreisbahn AG.
Bis 1942 war Reinhard als Oberlandrat im deutsch besetzten Pilsen tätig. Nach dem Zweiten Weltkrieg lebte er als Vizepräsident a. D. in Hannover, wo er 1949 starb.

## Familie
Hans Karl von Reinhard heiratete am 10. Dezember 1948 in Reden Gertrud von Reden (* 1922). Sie war die Tochter des Landschaftsrates und Gutsbesitzers Georg von Reden-Reden und dessen zweiten Ehefrau Charlotte von Lütcken, Nachfahrin des Eduard Hermann von Lütcken. Hans Karl und Gertrud von Reinhard hatten keine Kinder.
Die Gesamtfamilie von Reinhard hat keine lebenden männlichen Nachfahren. Reinhards Bruder Jobst starb als Major 1943, der Neffe Gernot von Reinhard bereits 1939 als Soldat. Der Landrat a. D. Karl von Reinhard war sein Onkel.